# 지방도 제402호선
지방도 제402호선은 충청북도 제천시 백운면 평동삼거리에서 강원도 원주시 신림면 용암삼거리까지 잇던 강원도의 지방도였다.
2008년에 강원도 구간이 지방도 제597호선으로 편입되기 시작해 2010년에 충청북도 잔여 구간도 편입되면서 폐지되었다.

## 연혁
- 2003년 2월 14일 : 충청북도 구간 노선 재지정[2]
- 2003년 2월 15일 : 강원도 구간 노선 폐지 및 재지정[3]
- 2008년 1월 11일 : 강원도 구간이 지방도 제597호선으로 편입[4]
- 2008년 12월 26일 : 충청북도 구간 도로구역 지정[5]
- 2009년 10월 9일 : 제천시 백운면 덕동리 소재 덕동교 재가설[6]
- 2010년 9월 : 충청북도 구간이 지방도 제597호선으로 편입[7]

## 주요 경유지

### 충청북도
- 제천시
  - 백운면 평동삼거리 (구 국도 제38호선) - 백운교 - 평동리 - 방학리 - 방도교 - 도곡리 - 덕동교 - 운학교 - 운학리 - 운학재(구령재, 해발 530m)

### 강원도
- 원주시
  - 신림면 구력재(운학재, 해발 530m) - 구학리 - 구덕교 - 용암리 - 용암교 - 용암삼거리

## 도로명
- 충청북도
  - 제천시 백운면 평동삼거리 ~ 운학재 : 구학산로

- 강원도
  - 원주시 신림면 구력재 ~ 용암삼거리 : 구학산로